# Liturgy
A Liturgy amerikai experimental rock/avantgárd metal/black metal együttes.

## Története
2005-ben alapította Hunter Hunt-Hendrix, szóló projektként. A zenekar Brooklynból származik. 2008-ban négy tagúvá váltak: Hunter Hunt-Hendrix (ének, gitár), Bernard Gann (gitár), Tia Vincent-Clark (basszusgitár) és Leo Didkovsky (dob). Ez a zenekar felállása a mai napig. Black metal zenekarként kezdték karrierjüket, később kísérletezni kezdtek különböző zenei műfajokkal (például rap, progresszív rock és elektronikus zene). Hunt-Hendrix zenei hatásainak a Swans-t, Glenn Brancát és a Lightning Boltot tette meg. Lemezeiket a Thrill Jockey kiadó jelenteti meg (az első lemezüket viszont a "20 Buck Spin" kiadó adta ki).
Feltűntek a The Blacklist című NBC sorozat egyik epizódjában is. Zenéjüket "transzcendens black metal" névvel illetik.
Hunt-Hendrix 2020 májusában bejelentette, hogy transznemű.

## Diszkográfia
- Renihilation (2009)
- Aesthetica (2011)
- The Ark Work (2015)
- H.A.Q.Q. (2019)
- Origin of the Alimonies (2020)
- 93696 (2023)

## Egyéb kiadványok
- Immortal Life (EP, 2008)
- Liturgy / Oval (split lemez, 2011)
- Quetzalcoatl (kislemez, 2015)